# Frost (cràter)

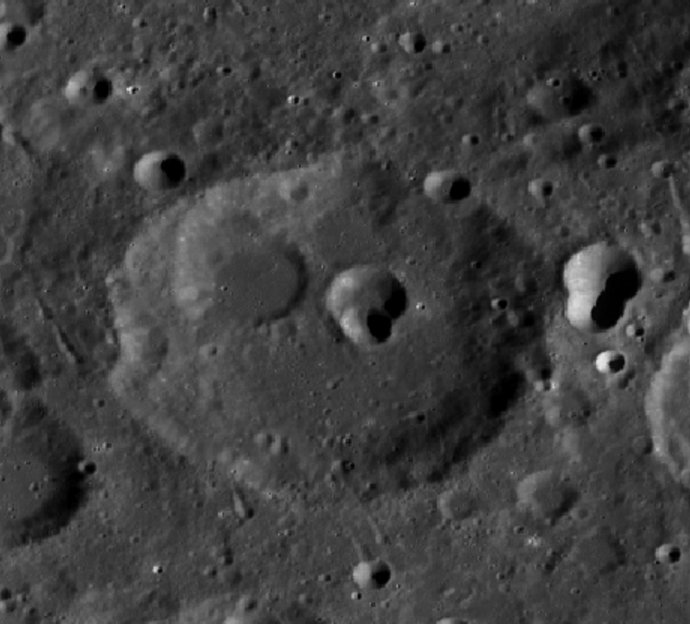
Cràter Frost. Fotografia de la missió Lunar Reconnaissance Orbiter

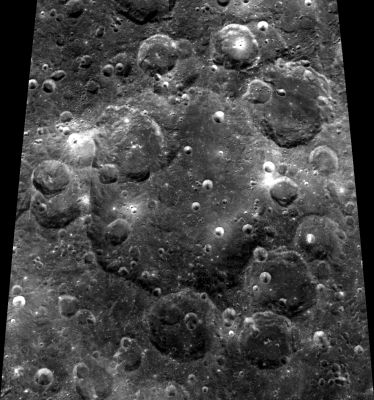
Cràter Landau, amb Frost sota.

Frost és un cràter d'impacte que es troba al bord sud de la plana emmurallada del cràter Landau, i es troba en la cara oculta de la Lluna. Just a l'est s'apareix Petropavlovskiy, i al nord-est en el contorn de Landau es localitza Razumov. El cràter Douglass cràter es troba a menys d'un diàmetre de distància cap a l'oest-sud-oest.

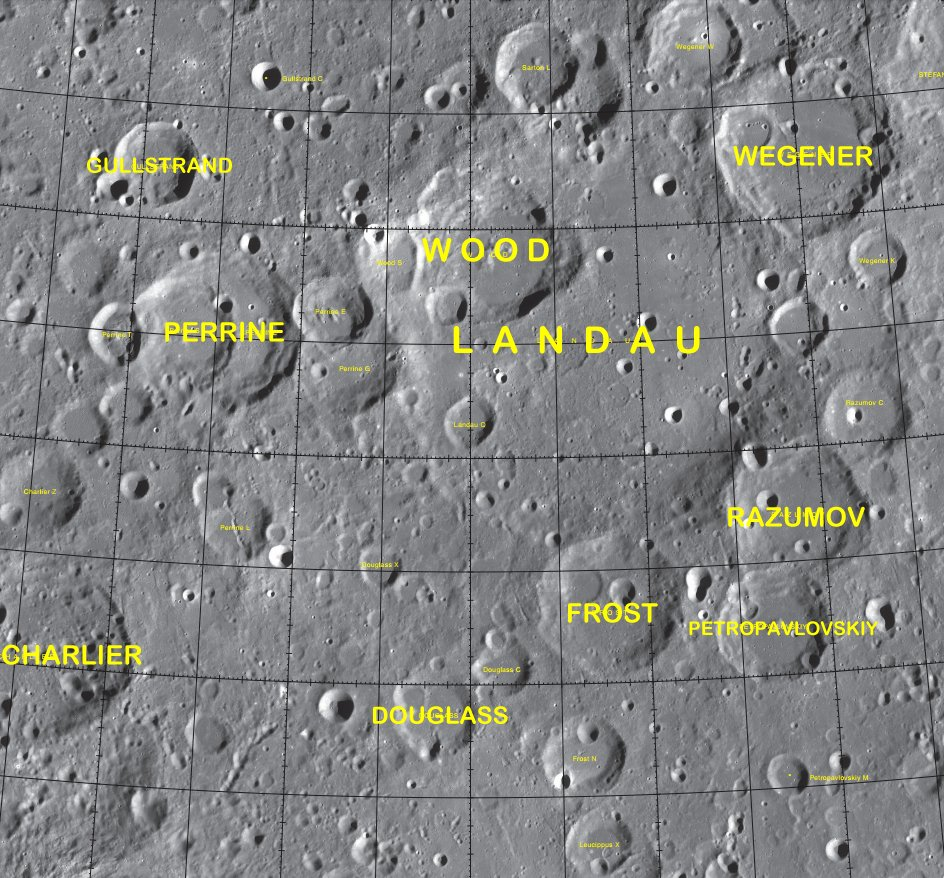
Localització de Frost. Fotografia de la missió Lunar Reconnaissance Orbiter

La vora exterior de Frost apareix erosionada, encara que està marcada únicament per un petit cràter en el costat nord-est. La paret interior és més ampla al llarg del costat nord, on ha estat reforçada per l'antiga vora de Landau. La part nord del sòl interior està ocupat per dos cràters més petits, amb el major dels dos situat al costat de la paret interior del nord-oest. La part sud de la planta és relativament plana i sense trets distintius.

## Cràters satèl·lit
Per convenció aquests elements són identificats en els mapes lunars posant la lletra en el costat del punt central del cràter que està més prop de Frosts.
|       | \| Frost \| Coordenades \| Diàmetre \| \| ----- \| -------------------------------------- \| -------- \| \| N \| 35° 00′ N, 119° 12′ O / 35.0°N,119.2°O \| 43 km \| |          |
| Frost | Coordenades | Diàmetre |
| N     | 35° 00′ N, 119° 12′ O / 35.0°N,119.2°O | 43 km    |